# Науманніт
Науманніт (англ. naumannite; нім. Naumannit m) –
1) Мінерал, селенід срібла каркасної будови. Хімічна формула: Ag2Se. Містить (%): Ag — 73,15; Se — 26,85. Сингонія ромбічна або псевдоромбічна. При температурі вище 130 °С переходить у кубічну модифікацію (гексоктаедричний вид). Утворює кубічні кристали і зернисті агрегати. Спайність досконала. Густина 7,8– 8,0. Твердість 3,0. Колір чорний. Риса чорна. Блиск металічний. Непрозорий. Анізотропний. Зустрічається в кварцово-карбонатних жилах разом з клаусталітом та ін. селенідами. Рідкісний. Знайдений у родов. Сан-Андреасберґ, Тількероде (ФРН), Серра-де-Качеута (Аргентина), Пакаяк (Болівія), на Чукотці (Росія). За прізв. нім. мінералога К. Ф. Науманна (C.F.Naumann), W.K.Haidinger, 1845.
2) Зайва назва ільменорутилу. М. І. Кокшаров, 1856.
Синоніми: срібло селенисте, блиск селено-срібний.